# Nakazawa Yuji
Nakazawa Yuji (中澤 佑二 Nakazawa Yūji,  sinh ngày 25 tháng 2 năm 1978 ở Yoshikawa, Saitama, Nhật Bản) là một cựu cầu thủ bóng đá Nhật Bản từng thi đấu ở vị trí hậu vệ cho Yokohama F. Marinos và Tokyo Verdy. Anh là cựu đội trưởng của Đội tuyển bóng đá quốc gia Nhật Bản. Anh có biệt danh là "Bomber" do mái tóc đặc trưng của anh. Nakazawa là một trong số ít cầu thủ Nhật Bản có trên 100 trận cho đội tuyển quốc gia.

## Thống kê sự nghiệp
| Đội tuyển bóng đá Nhật Bản | Đội tuyển bóng đá Nhật Bản | Đội tuyển bóng đá Nhật Bản |
| Năm                        | Trận                       | Bàn                        |
| -------------------------- | -------------------------- | -------------------------- |
| 1999                       | 1                          | 0                          |
| 2000                       | 6                          | 2                          |
| 2001                       | 2                          | 0                          |
| 2002                       | 1                          | 0                          |
| 2003                       | 4                          | 0                          |
| 2004                       | 15                         | 5                          |
| 2005                       | 12                         | 1                          |
| 2006                       | 12                         | 1                          |
| 2007                       | 13                         | 2                          |
| 2008                       | 16                         | 4                          |
| 2009                       | 14                         | 2                          |
| 2010                       | 14                         | 0                          |
| Tổng cộng                  | 110                        | 17                         |

| #  | Ngày                | Địa điểm                                                        | Đối thủ              | Bàn thắng | Kết quả | Giải đấu                         |
| -- | ------------------- | --------------------------------------------------------------- | -------------------- | --------- | ------- | -------------------------------- |
| 1  | 13 tháng 2 năm 2000 | Ma Cao, Trung Quốc                                              | Singapore            |           | 3–0     | Vòng loại Asian Cup 2000         |
| 2  | 13 tháng 2 năm 2000 | Ma Cao, Trung Quốc                                              | Singapore            |           | 3–0     | Vòng loại Asian Cup 2000         |
| 3  | 9 tháng 6 năm 2004  | Sân vận động Saitama 2002, Saitama, Nhật Bản                    | Ấn Độ                |           | 7–0     | Vòng loại World Cup 2006         |
| 4  | 9 tháng 6 năm 2004  | Sân vận động Saitama 2002, Saitama, Nhật Bản                    | Ấn Độ                |           | 7–0     | Vòng loại World Cup 2006         |
| 5  | 24 tháng 7 năm 2004 | Trung tâm Thể thao Olympic Trùng Khánh, Trùng Khánh, Trung Quốc | Thái Lan             |           | 4–1     | Asian Cup 2004                   |
| 6  | 24 tháng 7 năm 2004 | Trung tâm Thể thao Olympic Trùng Khánh, Trùng Khánh, Trung Quốc | Thái Lan             |           | 4–1     | Asian Cup 2004                   |
| 7  | 3 tháng 8 năm 2004  | Trung tâm Thể thao Sơn Đông, Tế Nam, Trung Quốc                 | Bahrain              |           | 4–3     | Asian Cup 2004                   |
| 8  | 7 tháng 8 năm 2005  | Sân vận động World Cup Daegu, Daegu, Hàn Quốc                   | Hàn Quốc             |           | 1–0     | Giải vô địch bóng đá Đông Á 2005 |
| 9  | 10 tháng 2 năm 2006 | AT&T Park, San Francisco, Hoa Kỳ                                | Hoa Kỳ               |           | 2–3     | Giao hữu                         |
| 10 | 1 tháng 6 năm 2007  | Sân vận động Shizuoka, Fukuroi, Nhật Bản                        | Montenegro           |           | 2–0     | Cúp Kirin 2007                   |
| 11 | 25 tháng 7 năm 2007 | Sân vận động Quốc gia Mỹ Đình, Hà Nội, Việt Nam                 | Ả Rập Xê Út          |           | 2–3     | Asian Cup 2007                   |
| 12 | 30 tháng 1 năm 2008 | Sân vận động Quốc gia, Tokyo, Nhật Bản                          | Bosna và Hercegovina |           | 3–0     | Giao hữu                         |
| 13 | 6 tháng 2 năm 2008  | Sân vận động Saitama, Saitama, Nhật Bản                         | Thái Lan             |           | 4–1     | Vòng loại World Cup 2010         |
| 14 | 2 tháng 6 năm 2008  | Sân vận động Quốc tế Yokohama, Yokohama, Nhật Bản               | Oman                 |           | 3–0     | Vòng loại World Cup 2010         |
| 15 | 14 tháng 6 năm 2008 | Sân vận động Quốc gia Rajamangala, Băng Cốc, Thái Lan           | Thái Lan             |           | 3–0     | Vòng loại World Cup 2010         |
| 16 | 4 tháng 2 năm 2009  | Sân vận động Quốc gia, Tokyo, Nhật Bản                          | Phần Lan             |           | 5–1     | Giao hữu                         |
| 17 | 8 tháng 10 năm 2009 | Sân vận động Outsourcing, Shizuoka, Nhật Bản                    | Hồng Kông            |           | 6–0     | Vòng loại Asian Cup 2011         |